# 한국의 성씨 목록
다음은 한국의 성씨 목록이다. 2015년 대한민국의 성씨는 귀화인까지 합하여 총 5,582개로 조사되며, 본관별 성씨는 36,744개로 나타난다. 인구 5명 이상 성씨만 통계청에서 집계되고 있다. 조선민주주의인민공화국의 성씨에 관해서는 정확한 조사 결과가 존재하지 않는다.

## 가나다순 목록
바로가기:
ㄱ
ㄴ
ㄷ
ㄹ
ㅁ
ㅂ
ㅅ
ㅇ
ㅈ
ㅊ
ㅋ
ㅌ
ㅍ
ㅎ
다음은 한국의 성씨와 주요 본관을 가나다순으로 나열한 목록이다.

### ㄱ
가(賈)소주 가씨,태안 가씨
간 (簡)가평 간씨
갈 (葛)개성 갈씨, 경산 갈씨, 나주 갈씨, 남양 갈씨, 대구 갈씨, 단천 갈씨, 무주 갈씨, 비안곡 갈씨, 성주 갈씨, 성창 갈씨, 양성 갈씨, 양주 갈씨, 영광 갈씨, 영암 갈씨, 영해 갈씨, 임실 갈씨, 죽장 갈씨, 청산 갈씨, 청풍 갈씨, 청주 갈씨, 충주 갈씨, 함창 갈씨, 해남 갈씨, 화산 갈씨, 화원 갈씨
감 (甘)회산 감씨
강 (姜)강릉 강씨, 경주 강씨, 곡성 강씨, 광주 강씨, 금천 강씨, 김해 강씨, 나주 강씨, 남양 강씨, 대전 강씨, 동래 강씨, 동복 강씨, 밀양 강씨, 배천 강씨, 보주 강씨, 보천 강씨, 부산 강씨, 불갑 강씨, 성주 강씨, 수산 강씨, 수원 강씨, 순흥 강씨, 안동 강씨, 여천 강씨, 연일 강씨, 원주 강씨, 인동 강씨, 전주 강씨, 진주 강씨, 충주 강씨, 해미 강씨
강 (康)갑천 강씨, 곡산 강씨, 달성 강씨, 밀양 강씨, 상원 강씨, 승평 강씨, 신천 강씨, 안령 강씨, 양근 강씨, 영강 강씨, 운남 강씨, 원주 강씨, 은진 강씨, 임실 강씨, 재령 강씨, 진주 강씨, 충주 강씨, 태원 강씨, 통주 강씨, 파주 강씨, 함덕 강씨, 해주 강씨
강 (強)괴산 강씨, 충주 강씨
강 (彊)진주 강씨
강 (江)압해 강씨
강전 (岡田)(일본계)강전씨
개 (介)여주 개씨
견 (甄)상주 견씨, 청양 견씨, 황간 견씨
견 (堅)김포 견씨, 사량 견씨, 여주 견씨, 천녕 견씨
경 (慶)청주 경씨
경 (景)태인 경씨
경 (京)황간 경씨
계 (桂)수안 계씨
고 (髙)강릉 고씨, 강화 고씨, 개성 고씨, 경주 고씨, 고령 고씨, 고봉 고씨, 고성 고씨, 고창 고씨, 고흥 고씨, 광녕 고씨, 광명 고씨, 광약 고씨, 광주 고씨, 김해 고씨, 김화 고씨, 남양 고씨, 남해 고씨, 담양 고씨, 대전 고씨, 마재 고씨, 밀양 고씨, 상주 고씨, 안동 고씨, 양주 고씨, 연안 고씨, 연주 고씨, 연천 고씨, 옥구 고씨, 용담 고씨, 의령 고씨, 임실 고씨, 장계 고씨, 장성 고씨, 장안 고씨, 장흥 고씨, 전주 고씨, 제주 고씨, 조치원 고씨, 진주 고씨, 청주 고씨, 충주 고씨, 토산 고씨, 평산 고씨, 해주 고씨, 홍성 고씨, 횡성 고씨
곡 (曲)면천 곡씨, 용궁 곡씨
곤 (昆)? 곤씨
골 (骨)? 골씨
공 (孔)경주 공씨, 고산 공씨, 곡부 공씨, 대구 공씨, 대전 공씨, 산동 공씨, 수원 공씨, 전주 공씨, 창녕 공씨
공 (公)김포 공씨, 문천 공씨
곽(郭)경주 곽씨, 고흥 곽씨, 동래 곽씨, 밀양 곽씨, 봉산 곽씨, 선산 곽씨, 성산 곽씨, 성주 곽씨, 소래 곽씨, 여미 곽씨, 연일 곽씨, 의성 곽씨, 전주 곽씨, 진주 곽씨, 청주 곽씨, 청풍 곽씨, 충주 곽씨, 풍산 곽씨, 함평 곽씨, 해미 곽씨, 현량 곽씨, 현풍 곽씨, 환성 곽씨
관 (管)? 관씨
교 (橋)진주 교씨
구 (具)강릉 구씨, 공주 구씨, 광주 구씨, 능성 구씨, 담양 구씨, 명성 구씨, 문성 구씨, 승주 구씨, 신안 구씨, 연성 구씨, 영주 구씨, 전주 구씨, 정선 구씨, 제주 구씨, 창녕 구씨, 창원 구씨, 평해 구씨, 회산 구씨, 흥성 구씨,
구 (丘)평해 구씨
구 (邱)은진 구씨
국 (鞠)담양 국씨, 대구 국씨, 복성 국씨, 부령 국씨, 영광 국씨, 진주 국씨,
국 (國)금성 국씨, 김천 국씨, 담양 국씨, 대명 국씨, 영양 국씨, 전주 국씨, 풍천 국씨, 현풍 국씨,
국 (菊)밀양 국씨, 영광 국씨
군 (君)남원 군씨
굴 (屈)? 굴씨
궁 (弓)토산 궁씨
궉 (鴌)선산 궉씨, 순창 궉씨, 청주 궉씨
권 (權)안동 권씨, 예천 권씨
근 (斤)청주 근씨
금 (琴)계양 금씨, 봉화 금씨
기 (奇)경주 기씨, 장성 기씨, 행주 기씨
기 (箕)행주 기씨
길 (吉)해평 길씨
김 (金)가은 김씨, 가평 김씨, 가흥 김씨, 간성 김씨, 감천 김씨, 강남 김씨, 강동 김씨, 강릉 김씨, 강서 김씨, 강원 김씨, 강음 김씨, 강주 김씨, 강진 김씨, 강화 김씨, 개령 김씨, 개성 김씨, 검주 김씨, 결성 김씨, 경기 김씨, 경남 김씨, 경북 김씨, 경산 김씨, 경상 김씨, 경성 김씨, 경주 김씨, 계림 김씨, 고령 김씨, 고부 김씨, 고산 김씨, 고성 김씨, 고양 김씨, 곡성 김씨, 곤양 김씨, 공주 김씨, 광명 김씨, 광산 김씨, 광성 김씨, 광양 김씨, 광주 김씨, 광천 김씨, 광해 김씨, 괴산 김씨, 교하 김씨, 구례 김씨, 귀일 김씨, 금릉 김씨, 금산 김씨, 금산 김씨, 금성 김씨, 금정 김씨, 금주 김씨, 금천 김씨, 금천 김씨, 금평 김씨, 금화 김씨, 김녕 김씨, 김령 김씨, 김제 김씨, 김천 김씨, 김포 김씨, 김해 김씨, 김화 김씨, 나주 김씨, 낙안 김씨, 낙주 김씨, 남양 김씨, 남원 김씨, 남평 김씨, 남포 김씨, 남해 김씨, 능주 김씨, 니산 김씨, 달성 김씨, 담양 김씨, 당산 김씨, 당악 김씨, 당진 김씨, 대구 김씨, 대영 김씨, 대원 김씨, 대전 김씨, 덕산 김씨, 덕수 김씨, 도강 김씨, 도광 김씨, 도주 김씨, 동래 김씨, 동산 김씨, 동양 김씨, 동진 김씨, 등주 김씨, 만경 김씨, 만항 김씨, 망경 김씨, 뫼평 김씨, 무송 김씨, 무안 김씨, 무장 김씨, 무주 김씨, 무주 김씨, 문경 김씨, 무산 김씨, 문성 김씨, 문소 김씨, 문주 김씨, 문화 김씨, 밀양 김씨, 방산 김씨, 배천 김씨, 백석 김씨, 법흥 김씨, 별성 김씨, 보령 김씨, 보성 김씨,보은 김씨, 봉산 김씨, 봉화 김씨, 부안 김씨, 부여 김씨, 부평 김씨, 북실 김씨, 분성 김씨, 사성 김씨, 사창 김씨, 사천 김씨, 삼가 김씨, 삼척 김씨, 삼화 김씨, 상산 김씨, 상승 김씨, 상원 김씨, 서산 김씨, 서울 김씨, 서하 김씨, 서해 김씨, 서흥 김씨, 선산 김씨, 설성 김씨, 성남 김씨, 성산 김씨, 성선 김씨, 성은 김씨, 성의 김씨, 성주 김씨, 성천 김씨, 송림 김씨, 수산 김씨, 수성 김씨, 수안 김씨, 수원 김씨, 수주 김씨, 수주 김씨, 순창 김씨, 순천 김씨, 순흥 김씨, 승산 김씨, 시흥 김씨, 신성 김씨, 신안 김씨, 신주 김씨, 신천 김씨, 신평 김씨, 아산 김씨, 안동 김씨, 안동 김씨, 안동 김씨, 안로 김씨, 안산 김씨, 안성 김씨, 안악 김씨, 안양 김씨, 안의 김씨, 안흥 김씨, 야성 김씨, 양근 김씨, 양금 김씨, 양산 김씨, 양주 김씨, 양천 김씨, 양평 김씨, 언양 김씨, 여성 김씨, 여수 김씨, 여주 김씨, 연기 김씨, 연산 김씨, 연안 김씨, 연풍 김씨, 염주 김씨, 염포 김씨, 영광 김씨, 영덕 김씨, 영동 김씨, 영변 김씨, 영산 김씨, 영상 김씨, 영암 김씨, 영양 김씨, 영월 김씨, 영일 김씨, 영주 김씨, 영천 김씨, 영해 김씨, 영혜 김씨, 예산 김씨, 예안 김씨, 예천 김씨, 오성 김씨, 오천 김씨, 옥산 김씨, 옥천 김씨, 옥천 김씨, 온전 김씨, 완산 김씨, 용광 김씨, 용궁 김씨, 용담 김씨, 용산 김씨, 용안 김씨, 우록 김씨, 우봉 김씨, 울산 김씨, 울진 김씨, 웅천 김씨, 원양 김씨, 원주 김씨, 월성 김씨, 유성 김씨, 은성 김씨, 은율 김씨, 은진 김씨, 음주 김씨, 음죽 김씨, 의령 김씨, 의성 김씨, 의주 김씨, 의흥 김씨, 이양 김씨, 이천 김씨, 이천 김씨, 인동 김씨, 일선 김씨, 일성 김씨, 임실 김씨, 임진 김씨, 임피 김씨, 장계 김씨, 장기 김씨, 장단 김씨, 장동 김씨, 장성 김씨, 장수 김씨, 장연 김씨, 장지 김씨, 장학 김씨, 장흥 김씨, 적성 김씨, 전남 김씨, 전북 김씨, 전의 김씨, 전주 김씨, 정산 김씨, 정선 김씨, 정읍 김씨, 정주 김씨, 제주 김씨, 죽산 김씨, 중화 김씨, 진도 김씨, 진례 김씨, 진산 김씨, 진성 김씨, 진안 김씨, 진영 김씨, 진위 김씨, 진잠 김씨, 진장 김씨, 진주 김씨, 진천 김씨, 진해 김씨, 창녕 김씨, 창원 김씨, 창평 김씨, 철성 김씨, 천안 김씨, 철산 김씨, 철원 김씨, 청덕 김씨, 청도 김씨, 청산 김씨, 청송 김씨, 청양 김씨, 청평 김씨, 청주 김씨, 청풍 김씨, 초계 김씨, 춘양 김씨, 춘천 김씨, 충남 김씨, 충주 김씨, 칠원 김씨, 태백 김씨, 태안 김씨, 태원 김씨, 태인 김씨, 토산 김씨, 통진 김씨, 통천 김씨, 통영 김씨, 파주 김씨, 파평 김씨, 평강 김씨, 평산 김씨, 평양 김씨, 평창 김씨, 평택 김씨, 평해 김씨, 풍기 김씨, 풍덕 김씨, 풍산 김씨, 풍천 김씨, 하양 김씨, 하음 김씨, 한남 김씨, 한산 김씨, 한성 김씨, 한양 김씨, 함녕 김씨, 함안 김씨, 함양 김씨, 함창 김씨, 함평 김씨, 함흥 김씨, 합천 김씨, 해남 김씨, 해동 김씨, 해매 김씨, 해미 김씨, 해양 김씨, 해원 김씨, 해주 김씨, 해평 김씨, 해풍 김씨, 현풍 김씨, 홍주 김씨, 홍천 김씨, 화가 김씨, 화개 김씨, 화성 김씨, 화순 김씨, 화평 김씨, 황간 김씨, 황산 김씨, 황주 김씨, 회산 김씨, 회양 김씨, 흠양 김씨, 흥덕 김씨, 흥해 김씨, 희양 김씨, 희주 김씨, 희천 김씨

### ㄴ
나, 라 (羅)군위 나씨, 금성 나씨, 금성 나씨, 나주 나씨, 비안 나씨, 수성 나씨, 안정 나씨,
난 (란) (卵)충주 난씨
난 (란) (鸞)충주 난씨
낙 (락) (駱)? 낙씨
남 (南)경주 남씨, 고령 남씨, 고성 남씨, 남양 남씨, 남원 남씨, 남평 남씨, 대전 남씨, 밀양 남씨, 보성 남씨, 선령 남씨, 안동 남씨, 영양 남씨, 율영 남씨, 의령 남씨, 일흥 남씨, 진주 남씨, 진주 남씨, 창녕 남씨, 함안 남씨, 함열 남씨, 해밀 남씨, 흥양 남씨,
남궁 (南宮)함열 남궁씨
낭 (랑) (浪)양주 낭씨,
내 (乃)개성 내씨,
내 (奈)나주 내씨
내 (內)? 내씨
내 (耐)? 내씨
내 (래) (來)? 내씨
노 (로) (盧)강화 노씨, 경주 노씨, 곡산 노씨, 광산 노씨, 광주 노씨, 교하 노씨, 남원 노씨, 동성 노씨, 만경 노씨, 신창 노씨, 안강 노씨, 안동 노씨, 연일 노씨, 영광 노씨, 용성 노씨, 장연 노씨, 진강 노씨, 청도 노씨, 풍천 노씨, 함평 노씨, 해주 노씨,
노 (로) (魯)강화 노씨, 경주 노씨, 광주 노씨, 만경 노씨, 밀양 노씨, 진강 노씨, 함평 노씨,
노 (로) (路)개성 노씨,
뇌 (뢰) (雷)교동 뇌씨,
뇌 (뢰) (賴)? 뇌씨
누 (루) (樓)안동 누씨, 진주 누씨

### ㄷ
다 (多)? 다씨
단 (段)강릉 단씨, 강음 단씨, 대흥 단씨, 연안 단씨,
단 (單)한양 단씨
단 (端)한산 단씨
담 (譚)등주 담씨
당 (唐)밀양 당씨
대 (大)밀양 대씨, 대산 대씨
도 (都)경주 도씨, 밀양 도씨, 성주 도씨, 청주 도씨,
도 (陶)경주 도씨, 나주 도씨, 남양 도씨, 밀양 도씨, 백천 도씨, 병양 도씨, 순천 도씨, 양주 도씨, 청주 도씨, 풍양 도씨
도 (道)고성 도씨
독고 (獨孤)남원 독고씨,
돈 (頓)목천 돈씨
돈 (敦)청주 돈씨
동 (董)광천 동씨
동방 (東方)진주 동방씨, 청주 동방씨
두 (杜)두릉 두씨, 만경 두씨
등 (滕)? 등씨
등정 (藤井)산성 등정씨

### ㄹ
류/유 (柳)고흥 류씨, 문화 류씨, 서산 류씨, 선산 류씨, 영광 류씨, 전주 류씨, 정주 류씨, 진주 류씨, 풍산 류씨, 흥양 류씨

### ㅁ
마 (馬)개성 마씨, 목천 마씨, 의성 마씨, 장안 마씨, 장흥 마씨,
마 (麻)상곡 마씨, 영평 마씨
만 (萬)강화 만씨,
막 (莫)? 막씨
망절 (網切)도간 망절씨
매 (梅)충주 매씨,
맹 (孟)신창 맹씨
명 (明)서촉 명씨
모 (牟)함평 모씨(진주 모씨)
모 (毛)광주 모씨
목 (睦)사천 목씨
묘 (苗)성산 묘씨
무본 (武本)(일본계) 무본씨
묵 (墨)광녕 묵씨, 요동 묵씨
문 (文)감천 문씨, 강릉 문씨, 개령 문씨, 남평 문씨, 능성 문씨, 보령 문씨, 선산 문씨, 안동 문씨, 영산 문씨, 장연 문씨, 정선 문씨, 하양 문씨,
문 (門)? 문씨
미 (米)재령 미씨
민 (閔)여흥 민씨

### ㅂ
박 (朴)강릉 박씨, 강진 박씨, 개성 박씨, 경산 박씨, 경주 박씨, 고령 박씨, 고성 박씨, 공주 박씨, 광산 박씨, 광주 박씨, 군위 박씨, 난포 박씨, 남원 박씨, 남주 박씨, 노성 박씨, 달성 박씨, 덕원 박씨, 면천 박씨, 무안 박씨, 문의 박씨, 문주 박씨, 밀양 박씨, 반남 박씨, 번시 박씨, 보성 박씨, 봉산 박씨, 부산 박씨, 부안 박씨, 비안 박씨, 사천 박씨, 삼척 박씨, 상산 박씨, 상주 박씨, 선산 박씨, 성주 박씨, 순창 박씨, 순천 박씨, 순흥 박씨, 아산 박씨, 안동 박씨,  언양 박씨, 여수 박씨, 여주 박씨,  영암 박씨,  영천 박씨,  영해 박씨,  예산 박씨,  우봉 박씨, 운봉 박씨, 울산 박씨,  월성 박씨, 은풍 박씨, 음성 박씨,  의성 박씨, 의창 박씨, 의흥 박씨,  인제 박씨,  임실 박씨, 장성 박씨,  정선 박씨,  정주 박씨, 제주 박씨,  죽산 박씨, 진안 박씨,  진원 박씨, 진주 박씨,  창원 박씨, 천안 박씨, 철성 박씨,  춘천 박씨, 충주 박씨, 태산 박씨, 태안 박씨, 태인 박씨, 평산 박씨,  평주 박씨,  하동 박씨,  함양 박씨,  해주 박씨,
반 (潘)거제 반씨, 결성 반씨, 광주 반씨, 기성 반씨, 남평 반씨, 요동 반씨,
반 (班)광주 반씨,
방 (方)군위 방씨, 남양 방씨, 무안 방씨, 상주 방씨, 수원 방씨, 온양 방씨,
방 (房)남양 방씨, 수원 방씨, 온양 방씨,
방 (龐)개성 방씨, 태원 방씨
방 (邦)무안 방씨,
배 (裵)경주 배씨, 고령 배씨, 곡강 배씨, 곤양 배씨, 김해 배씨, 남해 배씨, 달성 배씨, 대구 배씨, 분성 배씨, 성주 배씨, 성산 배씨, 성주 배씨, 창원 배씨, 함흥 배씨, 협계 배씨, 화순 배씨, 흥해 배씨
백 (白)남포 백씨, 대구 백씨, 대흥 백씨, 부여 백씨, 성주 백씨, 수원 백씨, 임천 백씨, 직산 백씨, 직산 백씨, 청도 백씨, 태인 백씨, 해미 백씨,
범 (范)금성 범씨, 나주 범씨
범 (凡)안주 범씨
변 (卞)밀양 변씨, 원주 변씨, 초계 변씨
변 (邉)원주 변씨, 장연 변씨, 전주 변씨, 황주 변씨
벽 (碧)? 벽씨
보 (薄)공주 보씨, 홍주 보씨
복 (卜)면천 복씨
봉 (奉)하음 봉씨,
봉 (鳳)경주 봉씨
부 (夫)제주 부씨
부 (傅)한양 부씨
분 (奮)? 분씨
비 (丕)농서 비씨, 용서 비씨
빈 (賓)대구 빈씨
빈 (彬)달성 빈씨, 대구 빈씨
빈 (賓)달성 빈씨, 수성 빈씨,
빙 (冰)경주 빙씨

### ㅅ
사 (史)거창 사씨, 경주 사씨, 고령 사씨, 선산 사씨, 수원 사씨, 용궁 사씨, 월성 사씨, 임강 사씨, 장사 사씨, 전주 사씨, 진주 사씨, 청송 사씨, 청주 사씨, 칠원 사씨, 파주 사씨, 파평 사씨, 해주 사씨, 화몽 사씨,
사 (沙)청주 사씨
사 (謝)진주 사씨, 한산 사씨
사 (舍)부평 사씨, 태산 사씨, 태안 사씨
사공 (司空)효령 사공씨
삼 (森)부여 삼씨, 삼가 삼씨
상 (尙)목천 상씨
새 (塞)덕양 새씨
색 (索)? 색씨
서 (徐)경북 서씨, 경주 서씨, 광성 서씨, 광주 서씨, 군위 서씨, 김해 서씨, 나주 서씨, 남양 서씨, 남원 서씨, 남평 서씨, 단양 서씨, 달성 서씨, 달천 서씨, 담양 서씨, 당성 서씨, 대구 서씨, 부여 서씨, 서산 서씨, 서원 서씨, 서천 서씨, 수원 서씨, 순흥 서씨, 안동 서씨, 안성 서씨, 여주 서씨, 연산 서씨, 연천 서씨, 염주 서씨, 영성 서씨, 예천 서씨, 용궁 서씨, 울산 서씨, 원주 서씨, 의령 서씨, 의성 서씨, 의주 서씨, 이천 서씨, 장성 서씨, 전주 서씨, 절강 서씨, 진주 서씨, 창녕 서씨, 천천 서씨, 청주 서씨, 충주 서씨, 평당 서씨, 평택 서씨, 한밭 서씨, 함양 서씨, 함평 서씨, 해주 서씨, 희천 서씨
서 (西)진주 서씨, 충주 서씨
서문 (西門)안음 서문씨
서촌 (西村)? 서촌씨
석 (昔)경주 석씨, 월성 석씨, 함평 석씨, 홍주 석씨
석 (石)개성 석씨, 결성 석씨, 경주 석씨, 광주 석씨, 남원 석씨, 대구 석씨, 밀양 석씨, 석성 석씨, 성주 석씨, 성천 석씨, 양주 석씨, 원주 석씨, 전주 석씨, 제천 석씨, 조주 석씨, 청주 석씨, 충주 석씨, 태안 석씨, 통진 석씨, 파평 석씨, 해주 석씨, 화원 석씨
선 (宣)광주 선씨, 밀양 선씨, 보성 선씨, 이천 선씨, 전주 선씨
선우 (鮮于)태원 선우씨
설 (薛)개성 설씨, 결성 설씨, 경주 설씨 (호진), 광주 설씨, 밀양 설씨, 순창 설씨, 순천 설씨, 옥천 설씨, 진주 설씨, 창원 설씨
설 (偰)경주 설씨 (설손)
설 (卨)경주 설씨
섭 (葉)경주 섭씨, 공촌 섭씨, 수원 섭씨, 이파산 섭씨, 처인 섭씨, 충주 섭씨, 해평 섭씨
성 (成)강릉 성씨,창녕 성씨
성 (星)선평 성씨, 수원 성씨, 오산 성씨
소 (蘇)남원 소씨, 익산 소씨, 진주 소씨
소 (邵)경주 소씨, 공주 소씨, 남양 소씨, 밀양 소씨, 비안 소씨, 서축 소씨, 소주 소씨, 안태 소씨, 여량 소씨, 익산 소씨, 인주 소씨, 전주 소씨, 진주 소씨, 청산 소씨, 평산 소씨, 하남 소씨
소 (小)? 소씨
소봉 (小峰)? 소봉씨
손 (孫)개성 손씨, 경기 손씨, 경주 손씨, 과천 손씨, 과촌 손씨, 광주 손씨, 구례 손씨, 김해 손씨, 나주 손씨, 남원 손씨, 달성 손씨, 대구 손씨, 밀성 손씨, 밀양 손씨, 보성 손씨, 부령 손씨, 비안 손씨, 아산 손씨, 안동 손씨, 안협 손씨, 영천 손씨, 월성 손씨, 일직 손씨, 전주 손씨, 창녕 손씨, 청주 손씨, 충주 손씨, 평안 손씨, 평양 손씨, 평택 손씨, 평해 손씨, 포천 손씨, 한양 손씨, 함평 손씨, 해주 손씨
송 (宋)강음 송씨, 견주 송씨, 광주 송씨, 김해 송씨, 나주 송씨, 남양 송씨, 남원 송씨, 남평 송씨, 대구 송씨, 대전 송씨, 덕산 송씨, 마산 송씨, 문경 송씨, 복흥 송씨, 서산 송씨, 순천 송씨, 순흥 송씨, 신안 송씨, 신평 송씨, 심평 송씨, 상탁 송씨, 안산 송씨, 안의 송씨, 야로 송씨, 양주 송씨, 여산 송씨, 연안 송씨, 예산 송씨, 옥구 송씨, 용성 송씨, 울진 송씨, 은성 송씨, 은율 송씨, 은진 송씨, 의성 송씨, 전주 송씨, 제주 송씨, 죽산 송씨, 진천 송씨, 천안 송씨, 철원 송씨, 청주 송씨, 춘천 송씨, 태안 송씨, 태인 송씨, 풍덕 송씨, 해동 송씨, 홍산 송씨, 홍주 송씨, 회덕 송씨, 흥양 송씨,
송 (松)화순 송씨
수 (水)강남 수씨, 하남 수씨
수 (洙)달성 수씨,
순 (荀)홍산 순씨
순 (舜)순흥 순씨, 임천 순씨, 파주 순씨
순 (淳)금구 순씨, 임천 순씨
순 (順)일산 순씨
순 (純)? 순씨
순 (旬)? 순씨
순 (筍)? 순씨
숙 (肅)? 숙씨
승 (昇)금성 승씨, 남주 승씨, 남원 승씨, 밀양 승씨, 창평 승씨
승 (承)광산 승씨, 연일 승씨
시 (柴)김화 시씨, 능향 시씨, 태인 시씨,
시 (施)성주 시씨, 절강 시씨
신 (申)고령 신씨, 고창 신씨, 삭녕 신씨, 아주 신씨, 영월 신씨, 울산 신씨, 의성 신씨, 삭녕 신씨, 조종 신씨, 진주 신씨, 평산 신씨, 평창 신씨,
신 (辛)영산 신씨, 영월 신씨, 평창 신씨,
신 (愼)거창 신씨, 진주 신씨,
심 (침)(沈)부유 심씨, 삼척 심씨,  청송 심씨, 풍산 심씨,
십(즙) (辻)성진 십씨

### ㅇ
아 (阿)나주 아씨, 양주 아씨, 영평 아씨, 익산 아씨
안 (安)강진 안씨, 공산 안씨, 공주 안씨, 광주 안씨, 당진 안씨, 순흥 안씨, 안동 안씨, 안산 안씨, 양산 안씨, 죽산 안씨, 죽주 안씨, 창원 안씨, 탐진 안씨, 태원 안씨, 평안 안씨, 함안 안씨,
애 (艾)영풍 애씨, 전주 애씨, 한양 애씨
야 (夜)개성 야씨, 봉성 야씨, 순천 야씨,  원평 야씨, 죽산 야씨, 직산 야씨
양/량 (梁)경주 양씨, 고부 양씨, 곡산 양씨, 군위 양씨, 김해 양씨,나주 양씨, 남영 양씨, 남원 양씨, 남한 양씨, 남흥 양씨, 남원 양씨, 단양 양씨, 대전 양씨, 명원 양씨, 문화 양씨, 삼척 양씨, 송악 양씨, 양주 양씨, 양천 양씨, 예성 양씨, 예춘 양씨, 원주 양씨, 임천 양씨, 전주 양씨, 제주 양씨, 진주 양씨, 청송 양씨, 청주 양씨, 충주 양씨, 파주 양씨, 풍산 양씨, 해주 양씨, 안동 양씨
양 (楊)남원 양씨, 당악 양씨, 대구 양씨, 밀성 양씨, 밀양 양씨, 수성 양씨, 순창 양씨, 안악 양씨, 의성 양씨, 안동 양씨, 중화 양씨, 진주 양씨, 청주 양씨, 충주 양씨, 통주 양씨
양 (樑)남양 양씨
어 (魚)경흥 어씨, 충주 어씨, 함종 어씨,
어금 (魚金)청도 어금씨
언 (彦)? 언씨
엄 (嚴)영월 엄씨,
여/려 (呂)함양 여씨(성산여씨)
여 (余)의령 여씨(하동 여씨)
여 (汝)안산 여씨
연 (延)곡산 연씨, 나주 연씨,
연/련 (連)나주 연씨, 전주 연씨
연 (燕)곡산 연씨, 전주 연씨, 정평 연씨,
염/렴 (廉)파주 염씨,
엽 (葉)경주 엽씨, 충주 엽씨
영 (榮)영천 영씨
영 (影)선천 영씨
영 (永)강령 영씨, 경주 영씨, 평해 영씨
예 (芮)의흥 예씨
오 (吳)고창 오씨, 군위 오씨, 나주 오씨, 낙안 오씨, 동복 오씨, 두원 오씨, 보성 오씨, 연일 오씨, 영원 오씨, 울산 오씨, 의성 오씨, 전주 오씨, 평해 오씨, 함양 오씨, 함평 오씨, 해주 오씨, 화순 오씨, 흥양 오씨
옥 (玉)의령 옥씨
온 (溫)금구 온씨
옹 (邕)순창 옹씨
옹 (雍)옹진 옹씨, 파평 옹씨
왕 (王)강릉 왕씨, 개성 왕씨, 제남 왕씨, 해주 왕씨
요 (姚)휘주 요씨
용/룡 (龍)홍천 용씨
우 (于)목천 우씨
우 (禹)단양 우씨
우 (宇)청주 우씨
운 (雲)장흥 운씨, 청주 운씨, 함흥 운씨
운 (芸)전주 운씨, 창원 운씨
웅 (熊)? 웅씨
원 (元)원주 원씨, 원주 원씨,
원 (袁)비안 원씨
원 (苑)달성 원씨, 진양 원씨
위 (魏)장흥 위씨,
위 (韋)강화 위씨
유/류 (劉)강남 유씨, 강릉 유씨, 강원 유씨, 강화 유씨, 개성 유씨, 거창 유씨, 경주 유씨, 고부 유씨, 공주 유씨, 광주 유씨, 금성 유씨, 남원 유씨, 남창 유씨, 대흥 유씨, 등주 유씨, 무주 유씨, 배천 유씨, 산동 유씨, 송천 유씨, 송청 유씨, 수원 유씨, 순흥 유씨, 안동 유씨, 안주 유씨, 연백 유씨, 연안 유씨, 연천 유씨, 영월 유씨, 영해 유씨, 옥천 유씨, 용안 유씨, 원주 유씨, 장능 유씨, 장연 유씨, 전주 유씨, 절강 유씨, 진주 유씨, 창녕 유씨, 천안 유씨, 청주 유씨, 충주 유씨, 탐진 유씨, 파평 유씨, 평강 유씨, 평창 유씨, 풍산 유씨, 해주 유씨
유 (兪)강원 유씨, 강진 유씨, 강화 유씨, 경주 유씨, 고령 유씨, 고흥 유씨, 공주 유씨, 광주 유씨, 금산 유씨, 기계 유씨, 김해 유씨, 남원 유씨, 단양 유씨, 달성 유씨, 무안 유씨, 밀양 유씨, 인동 유씨, 장사 유씨, 진주 유씨, 창원 유씨, 천녕 유씨, 청주 유씨, 탐진 유씨, 파평 유씨, 풍산 유씨, 하회 유씨, 해주 유씨
유 (庾)무송 유씨, 평산 유씨
유/류 (柳)강남 유씨, 강릉 유씨, 강진 유씨, 거창 유씨, 경주 유씨, 고령 유씨, 고흥 유씨, 곡산 유씨, 공주 유씨, 광주 유씨, 괴산 유씨, 금산 유씨, 김해 유씨, 나주 유씨, 남원 유씨, 대전 유씨, 문산 유씨, 문안 유씨, 밀양 유씨, 배천 유씨,부안 유씨, 부평 유씨, 서산 유씨, 선산 유씨, 성주 유씨, 세령 유씨, 수원 유씨, 순흥 유씨, 안동 유씨, 약목 유씨, 연안 유씨, 영광 유씨, 옥천 유씨, 육창 유씨, 인동 유씨, 전주 유씨, 정선 유씨, 정주 유씨, 진양 유씨, 진주 유씨, 진천 유씨, 창원 유씨, 천안 유씨, 청주 유씨, 파평 유씨, 평택 유씨, 풍산 유씨, 하동 유씨, 하회 유씨, 함평 유씨, 합천 유씨, 해주 유씨, 호산 유씨, 흥양유씨
육/륙 (陸)보은 육씨, 옥천 육씨, 장수 육씨, 청산 육씨,
윤 (尹)가평 윤씨, 강릉 윤씨, 거제 윤씨, 거창 윤씨, 경남 윤씨, 경주 윤씨, 고령 윤씨, 고창 윤씨, 광주 윤씨, 구만 윤씨, 기계 윤씨, 김해 윤씨, 남원 윤씨, 남평 윤씨, 달성 윤씨, 대전 윤씨, 덕산 윤씨, 목포 윤씨, 무송 윤씨, 문화 윤씨, 밀양 윤씨, 배천 윤씨, 수원 윤씨, 순흥 윤씨, 서흥 윤씨, 신녕 윤씨, 야성 윤씨, 양주 윤씨, 여주 윤씨, 영천 윤씨, 예천 윤씨, 전주 윤씨, 죽산 윤씨, 진주 윤씨, 청송 윤씨, 청주 윤씨, 칠원 윤씨, 태평 윤씨, 파평 윤씨, 팔판 윤씨, 평산 윤씨, 평창 윤씨, 함안 윤씨, 함평 윤씨, 해남 윤씨, 해주 윤씨, 해평 윤씨, 현풍 윤씨
은 (殷)태인 은씨, 행주 은씨
음 (陰)개성 음씨, 경주 음씨, 고산 음씨, 고주 음씨, 광주 음씨, 괴산 음씨, 밀양 음씨, 배천 음씨, 설성 음씨, 양천 음씨, 용강 음씨, 운산 음씨, 음성 음씨, 장연 음씨, 정주 음씨, 죽산 음씨, 충주 음씨, 풍천 음씨
이/리 (李)가리 이씨, 가평 이씨, 간성 이씨, 강동 이씨, 강릉 이씨, 강양 이씨, 강진 이씨, 강화 이씨, 강흥 이씨, 개령 이씨, 개성 이씨, 거창 이씨, 견주 이씨, 결성 이씨, 경비 이씨, 경남 이씨, 경북 이씨, 경산 이씨, 경성 이씨, 경원 이씨, 경주 이씨, 경준 이씨, 경진 이씨, 계룡 이씨, 계림 이씨, 계양 이씨, 고구 이씨, 고령 이씨, 고부 이씨, 고성 이씨, 고양 이씨, 고창 이씨, 고흥 이씨, 곡산 이씨, 공산 이씨 공주 이씨, 광본 이씨, 광산 이씨, 광양 이씨, 광주 이씨, 광탄 이씨, 괴산 이씨, 교하 이씨, 군위 이씨, 금구 이씨, 금마 이씨, 금산 이씨, 금성 이씨, 김령 이씨, 김천 이씨,김포 이씨, 길주 이씨, 김포 이씨,  김해 이씨, 나주 이씨, 낙안 이씨, 남양 이씨, 남원 이씨, 남평 이씨, 녕천 이씨, 농서 이씨, 농성 이씨, 능주 이씨, 단성 이씨, 단양 이씨, 담양 이씨, 당진 이씨, 대구 이씨, 대전 이씨, 대흥 이씨, 덕산 이씨, 덕수 이씨, 덕순 이씨, 덕원 이씨,덕영 이씨, 덕은 이씨, 덕천 이씨,도안 이씨, 독일 이씨, 동녕 이씨, 동래 이씨, 동성 이씨, 동평 이씨, 마산 이씨, 문산 이씨, 문안 이씨, 문화 이씨, 문의 이씨, 밀양 이씨,배천 이씨, 백성 이씨, 벽산 이씨, 벽진 이씨, 보성 이씨, 보령 이씨, 보은 이씨, 본주 이씨, 봉산 이씨, 봉주 이씨, 부안 이씨, 부여 이씨, 부평 이씨, 사천 이씨, 삭녕 이씨, 산청 이씨, 삼척 이씨, 상산 이씨, 상주 이씨, 서림 이씨, 서산 이씨, 서울 이씨, 서천 이씨, 서흥 이씨, 선산 이씨, 선성 이씨, 설성 이씨, 성산 이씨, 성주 이씨, 성준 이씨, 송도 이씨, 수안 이씨, 수원 이씨, 수주 이씨, 순천 이씨, 순흥 이씨, 승평 이씨, 신녕 이씨, 신평 이씨, 신풍 이씨, 아산 이씨, 안남 이씨, 안동 이씨, 안산 이씨, 안성 이씨, 안악 이씨, 안양 이씨, 안평 이씨, 애정 이씨, 양동 이씨, 양산 이씨, 양성 이씨, 양주 이씨, 양평 이씨, 여강 이씨, 여주 이씨, 여흥 이씨, 연극 이씨, 연산 이씨, 연안 이씨, 연일 이씨, 연천 이씨, 영광 이씨, 영덕 이씨, 영월 이씨, 영일 이씨, 영주 이씨, 영준 이씨, 영천 이씨, 영천 이씨, 영춘 이씨, 영해 이씨, 예산 이씨, 예안 이씨, 예천 이씨, 오현 이씨, 옥구 이씨, 옥봉 이씨, 옥천 이씨, 온양 이씨, 완산 이씨, 요산 이씨, 용구 이씨, 용궁 이씨, 용성 이씨, 용인 이씨, 용천 이씨, 우견 이씨, 우계 이씨, 우봉 이씨, 울산 이씨, 울진 이씨, 원산 이씨, 원율 이씨, 원주 이씨, 월성 이씨, 은주 이씨, 은진 이씨, 음죽 이씨, 의령 이씨, 의성 이씨, 의주 이씨, 익천 이씨, 이안 이씨, 이천 이씨, 익계 이씨, 익산 이씨, 익흥 이씨, 인제 이씨, 인주 이씨, 인천 이씨, 임강 이씨, 임천 이씨, 임피 이씨, 장기 이씨, 장성 이씨, 장수 이씨, 장천 이씨, 장흥 이씨, 재령 이씨, 적성 이씨, 전원 이씨, 전은 이씨, 전의 이씨, 전주 이씨, 정선 이씨, 정읍 이씨, 정주 이씨, 제주 이씨, 증평 이씨, 지산 이씨, 지평 이씨, 직산 이씨, 진보 이씨, 진성 이씨, 진안 이씨, 진위 이씨, 진주 이씨, 진천 이씨, 진해 이씨, 차성 이씨, 창녕 이씨, 창원 이씨, 창평 이씨, 천안 이씨, 철성 이씨, 철원 이씨, 청도 이씨, 청송 이씨, 청안 이씨, 청양 이씨, 청주 이씨, 청평 이씨, 청풍 이씨, 청해 이씨, 초산 이씨, 춘천 이씨, 충남 이씨, 충주 이씨, 칠성 이씨, 태안 이씨, 태원 이씨, 토산 이씨, 통진 이씨, 파산 이씨, 파주 이씨, 파평 이씨, 평산 이씨, 평양 이씨, 평창 이씨, 평택 이씨, 평해 이씨, 풍천 이씨, 하동 이씨, 하빈 이씨, 하산 이씨, 하음 이씨, 학성 이씨, 한산 이씨, 한성 이씨, 한양 이씨, 함경 이씨, 함안 이씨, 함창 이씨, 함평 이씨, 함풍 이씨, 함흥 이씨, 합평 이씨, 합천 이씨, 해남 이씨, 해령 이씨, 해주 이씨, 행주 이씨, 헌양 이씨, 홍성 이씨, 홍주 이씨, 홍천 이씨, 화산 이씨, 화평 이씨, 황주 이씨, 회덕 이씨, 회양 이씨, 흥덕 이씨, 흥양 이씨
이 (伊)은천 이씨, 충주 이씨, 태원 이씨
이/리 (異)남원 이씨, 동성 이씨, 밀양 이씨, 청양 이씨, 훈착 이씨
인 (印)교동 인씨, 연안 인씨,
임 (任)곡성 임씨, 관산 임씨, 나주 임씨, 안동 임씨, 장흥 임씨, 평택 임씨, 풍천 임씨,
임/림 (林)경주 임씨, 길안 임씨, 나주 임씨, 부안 임씨, 상산 임씨,선산 임씨, 순창 임씨, 안동 임씨, 예천 임씨, 옥구 임씨, 옥야 임씨, 울진 임씨, 은진 임씨, 익산 임씨, 장흥 임씨, 전주 임씨, 조양 임씨, 전주 임씨, 진천 임씨,  충주 임씨, 평택 임씨, 풍천 임씨, 회진 임씨,

### ㅈ
자 (慈)요양 자씨, 중원 자씨, 해주 자씨
장 (張)강화 장씨, 결성 장씨, 경주 장씨, 고성 장씨, 광주 장씨, 교동 장씨, 구례 장씨, 나주 장씨, 남양 장씨, 남원 장씨, 농서 장씨, 단양 장씨, 담양 장씨, 당진 장씨, 대구 장씨, 대원 장씨, 대전 장씨, 덕수 장씨, 덕천 장씨, 동래 장씨, 목천 장씨, 밀양 장씨, 무안 장씨, 배천 장씨, 보령 장씨, 봉산 장씨, 봉성 장씨, 부안 장씨, 부여 장씨, 서산 장씨, 선산 장씨, 송화 장씨, 순창 장씨, 순천 장씨, 순흥 장씨, 승편 장씨, 안동 장씨, 안성 장씨, 안양 장씨, 연안 장씨, 영광 장씨, 영동 장씨, 영월 장씨, 영천 장씨, 예산 장씨, 옥구 장씨, 옥산 장씨, 옥천 장씨, 울진 장씨, 인덕 장씨, 인동 장씨, 장수 장씨, 장연 장씨, 장택 장씨, 장흥 장씨, 전주 장씨, 절강 장씨, 정읍 장씨, 제주 장씨, 지례 장씨, 진안 장씨, 진주 장씨, 진천 장씨, 창녕 장씨, 창원 장씨, 천녕 장씨, 청송 장씨, 청주 장씨, 춘천 장씨, 충주 장씨, 태원 장씨, 평택 장씨, 평양 장씨, 풍덕 장씨, 하산 장씨, 한양 장씨, 함평 장씨, 해주 장씨, 해풍 장씨, 회덕 장씨, 흥덕 장씨,  흥성 장씨, 흥양 장씨, 흥해 장씨
장 (蔣)아산 장씨
장 (章)거창 장씨
장 (莊)금천 장씨, 장연 장씨, 전주 장씨
장곡 (長谷)? 장곡씨
저 (邸)? 저씨
전 (全)감천 전씨, 강릉 전씨, 강원 전씨, 개성 전씨, 거창 전씨, 경산 전씨, 경성 전씨, 경주 전씨, 고령 전씨, 고부 전씨, 공주 전씨, 광산 전씨, 금산 전씨, 기장 전씨, 김녕 전씨, 김해 전씨, 나주 전씨, 남원 전씨, 달성 전씨, 대구 전씨, 대전 전씨, 보성 전씨, 부안 전씨, 부여 전씨, 상주 전씨, 서울 전씨, 선산 전씨, 성산 전씨, 성주 전씨, 수원 전씨, 순천 전씨, 안동 전씨, 안성 전씨, 여주 전씨, 영월 전씨, 여천 전씨, 옥산 전씨, 옥천 전씨, 온양 전씨, 완산 전씨, 용궁 전씨, 원주 전씨, 의성 전씨, 인왕 전씨, 임하 전씨, 전의 전씨, 전주 전씨, 정선 전씨, 죽산 전씨, 진안 전씨, 진주 전씨, 창녕 전씨, 창원 전씨, 천안 전씨, 청주 전씨, 청풍 전씨, 초계 전씨, 축산 전씨, 충주 전씨, 파평 전씨, 팔거 전씨, 평강 전씨, 함창 전씨, 합천 전씨, 해미 전씨, 해주 전씨, 홍주 전씨, 황간 전씨
전 (田)강화 전씨, 개성 전씨, 경성 전씨, 경주 전씨, 과천 전씨, 광명 전씨, 광주 전씨, 광평 전씨, 교동 전씨, 남양 전씨, 남원 전씨, 단양 전씨, 담양 전씨, 대명 전씨, 밀양 전씨, 배천 전씨, 순천 전씨, 안주 전씨, 연안 전씨, 영광 전씨, 영평 전씨, 예산 전씨, 옥구 전씨, 온양 전씨, 우봉 전씨, 울산 전씨, 울진 전씨, 원주 전씨, 의령 전씨, 이원 전씨, 임해 전씨, 장기 전씨, 재용 전씨, 전주 전씨, 정산 전씨, 정선 전씨, 진원 전씨, 진주 전씨, 천안 전씨, 추성 전씨, 충주 전씨, 태산 전씨, 토산 전씨, 파평 전씨, 평택 전씨, 하원 전씨, 하음 전씨, 함양 전씨, 해주 전씨, 희령 전씨,
전 (錢)문경 전씨, 부계 전씨, 지례 전씨
점 (占)괴산 점씨, 나주 점씨, 압해 점씨, 영광 점씨, 옥천 점씨, 창원 점씨, 한산 점씨
정 (鄭)강릉 정씨, 강진 정씨, 개성 정씨, 거창 정씨, 경기 정씨, 경남 정씨, 경성 정씨, 경주 정씨, 고령 정씨, 고성 정씨, 곤양 정씨, 공산 정씨, 공주 정씨, 관상 정씨, 광산 정씨, 광주 정씨, 구례 정씨, 금성 정씨, 김포 정씨, 김해 정씨, 나주 정씨, 동래 정씨, 남양 정씨, 남원 정씨, 남평 정씨, 남포 정씨, 남해 정씨, 낭야 정씨, 능성 정씨, 단양 정씨, 달성 정씨, 담양 정씨, 대구 정씨, 대전 정씨, 돌산 정씨, 동래 정씨, 동명 정씨, 동해 정씨, 문의 정씨, 문화 정씨, 밀양 정씨, 백천 정씨, 법선 정씨, 보령 정씨, 봉래 정씨, 봉해 정씨, 봉화 정씨, 부안 정씨, 삼척 정씨, 상극 정씨, 서경 정씨, 서산 정씨, 선산 정씨, 성산 정씨, 성주 정씨, 송강 정씨, 수원 정씨, 순천 정씨, 순흥 정씨, 안동 정씨, 야성 정씨, 양양 정씨, 양평 정씨, 연백 정씨, 연안 정씨, 연일 정씨, 연흥 정씨, 연희 정씨, 영광 정씨, 영덕 정씨, 영성 정씨, 영월 정씨, 영일 정씨, 영정 정씨, 영주 정씨, 영천 정씨, 예산 정씨, 예천 정씨, 오산 정씨, 오천 정씨, 옥구 정씨, 옥천 정씨, 온양 정씨, 옹진 정씨, 용인 정씨, 원양 정씨, 원주 정씨, 월성 정씨, 은율 정씨, 의령 정씨, 의안 정씨, 인동 정씨, 장기 정씨, 장성 정씨, 장흥 정씨, 전주 정씨, 정산 정씨, 정선 정씨, 정주 정씨, 제주 정씨, 죽산 정씨, 진양 정씨, 진영 정씨, 진주 정씨, 창녕 정씨, 창원 정씨, 천안 정씨, 철산 정씨, 철성 정씨, 청산 정씨, 청주 정씨, 청송 정씨, 초계 정씨, 최계 정씨, 최기 정씨, 충주 정씨, 태천 정씨, 파평 정씨, 팔계 정씨, 팔송 정씨, 평산 정씨, 평양 정씨, 평택 정씨, 평해 정씨, 하동 정씨, 학상 정씨, 한양 정씨, 함양 정씨, 함창 정씨, 함평 정씨, 합천 정씨, 해남 정씨, 해주 정씨, 행주 정씨, 형풍 정씨, 황주 정씨,
정 (丁)곡성 정씨, 금성 정씨, 나주 정씨, 남관 정씨, 달성 정씨, 대원 정씨, 무안 정씨, 부창 정씨, 삼옥 정씨, 압해 정씨, 영광 정씨, 영산 정씨, 영성 정씨, 의성 정씨, 인천 정씨, 장성 정씨, 진주 정씨, 창녕 정씨, 창원 정씨, 파주 정씨,  한일 정씨, 해주 정씨
정 (程)강릉 정씨, 경주 정씨, 광주 정씨, 낭천 정씨, 동래 정씨, 부리 정씨, 사탄 정씨, 영풍 정씨, 유등 정씨, 적성 정씨, 토산 정씨, 하남 정씨, 한산 정씨, 화천 정씨
정 (政)? 정씨
정 (定)? 정씨
정 (正)? 정씨
정 (情)? 정씨
제 (諸)거제 제씨, 고성 제씨, 남양 제씨, 보성 제씨, 의성 제씨, 칠원 제씨, 태원 제씨, 평산 제씨, 함양 제씨,
제갈 (諸葛)남양 제갈씨, 대구 제갈씨, 옥구 제갈씨, 청주 제갈씨, 충주 제갈씨, 칠원 제갈씨
조 (趙)가림 조씨, 강서 조씨, 강진 조씨, 경주 조씨, 광주 조씨, 금화 조씨, 김제 조씨, 김해 조씨, 나주 조씨, 남양 조씨, 남원 조씨, 남해 조씨, 단양 조씨, 대전 조씨, 대천 조씨, 도강 조씨, 동래 조씨, 문화 조씨, 밀양 조씨, 배천 조씨, 분양 조씨, 상주 조씨, 선산 조씨, 성주 조씨, 순창 조씨, 순천 조씨, 양성 조씨, 양주 조씨, 양천 조씨, 양평 조씨, 연백 조씨, 연일 조씨, 연일 조씨, 영산 조씨, 영춘 조씨, 옥천 조씨, 운남 조씨, 이천 조씨, 임천 조씨, 전주 조씨, 주암 조씨, 주천 조씨, 직산 조씨, 진보 조씨, 진위 조씨, 진주 조씨, 진해 조씨, 창원 조씨, 청주 조씨, 충주 조씨, 태원 조씨, 파릉 조씨, 파평 조씨, 평산 조씨, 평양 조씨, 평택 조씨, 풍삿 조씨, 풍양 조씨, 풍연 조씨, 하동 조씨, 한산 조씨, 한양 조씨, 함안 조씨, 함양 조씨, 함열 조씨, 함평 조씨, 해주 조씨, 횡성 조씨, 흥양 조씨
조 (曹)가흥 조씨, 강릉 조씨, 광주 조씨, 남평 조씨, 능성 조씨, 수성 조씨, 안동 조씨, 영광 조씨, 영암 조씨, 인천 조씨, 장흥 조씨, 진주 조씨, 창녕 조씨, 창산 조씨, 창원 조씨, 청도 조씨, 청양 조씨, 평창 조씨, 함평 조씨, 화산 조씨
존 (尊)? 존씨
종 (鍾)두원 종씨, 영암 종씨, 정의 종씨, 풍덕 종씨
종 (宗)이파 종씨, 임진 종씨, 전주 종씨, 토율 종씨
좌 (左)청주 좌씨
주 (周)경주 주씨, 능주 주씨, 단성 주씨, 명주 주씨, 삼계 주씨, 상주 주씨, 신안 주씨, 안의 주씨, 옥천 주씨, 장흥 주씨, 정주 주씨, 진주 주씨, 천안 주씨, 철원 주씨, 초계 주씨, 충주 주씨, 포천 주씨, 풍기 주씨, 함안 주씨
주 (朱)강릉 주씨, 결성 주씨, 경주 주씨, 광동 주씨, 광주 주씨, 김해 주씨, 나주 주씨, 남원 주씨, 능성 주씨, 능주 주씨, 밀양 주씨, 신안 주씨, 신평 주씨, 신흥 주씨, 안동 주씨, 압해 주씨, 여양 주씨, 연안 주씨, 연일 주씨, 영주 주씨, 웅천 주씨, 전주 주씨, 진주 주씨, 창녕 주씨, 청주 주씨, 태천 주씨, 함흥 주씨, 해남 주씨, 해주 주씨
준 (俊)청주 준씨
즙 (汁)성진 즙씨
증 (曾)강화 증씨, 부상 증씨
증 (增)연일 증씨
지 (池)경주 지씨, 광주 지씨, 단양 지씨, 밀양 지씨, 수원 지씨, 전주 지씨, 진주 지씨, 청송 지씨, 청주 지씨, 충남 지씨, 충북 지씨, 충주 지씨, 평산 지씨, 평창 지씨, 해주 지씨,
지 (智)봉산 지씨,  용강 지씨,  제천 지씨,  파주 지씨
진 (陳)강릉 진씨, 결성 진씨, 경주 진씨, 광동 진씨, 김해 진씨, 나주 진씨, 남해 진씨, 능주 진씨, 달성 진씨, 덕창 진씨, 밀양 진씨, 복주 진씨, 부여 진씨, 삼척 진씨, 성주 진씨, 신광 진씨, 안동 진씨, 양덕 진씨, 양산 진씨, 양주 진씨, 여산 진씨, 여양 진씨, 여주 진씨, 여진 진씨, 여흥 진씨, 연안 진씨, 영양 진씨, 온양 진씨, 용궁 진씨, 월성 진씨, 의령 진씨, 임파 진씨, 임피 진씨, 전주 진씨, 죽산 진씨, 진산 진씨, 진주 진씨, 진해 진씨, 청주 진씨, 초계 진씨, 충주 진씨, 평산 진씨, 풍기 진씨, 함양 진씨, 해주 진씨, 홍성 진씨, 홍주 진씨, 홍덕 진씨,
진 (晉)개성 진씨, 남원 진씨, 삼척 진씨, 진주 진씨
진 (眞)서산 진씨
진 (秦)강화 진씨, 광주 진씨,  김해 진씨, 남원 진씨, 대원 진씨, 삼척 진씨, 안협 진씨, 연안 진씨, 영춘 진씨, 영평 진씨, 용인 진씨, 장단 진씨, 제주 진씨, 진주 진씨, 태원 진씨, 평강 진씨, 풍기 진씨, 해주 진씨,

### ㅊ
차 (車)연안 차씨, (남해 차씨, 용성 차씨, 평산 차씨)
창 (昌)창녕 창씨
창 (倉)아산 창씨, 여산 창씨, 장성 창씨
채 (蔡)광주 채씨, 음성 채씨, 인천 채씨, 평강 채씨,
채 (采)여산 채씨
척 (拓)곡산 척씨
천 (千)영양 천씨
천 (天)밀양 천씨, 영양 천씨, 연안 천씨, 충주 천씨,
초 (肖)제주 초씨,
초 (楚)성주 초씨, 파릉 초씨,
초 (初)마산 초씨, 운남 초씨
총 (叢)? 총씨
최 (崔)간성 최씨, 강릉 최씨, 강화 최씨, 개성 최씨, 경주 최씨, 계림 최씨, 고부 최씨, 곡강 최씨, 광양 최씨, 광주 최씨, 괴산 최씨, 김제 최씨, 나주 최씨, 낭주 최씨, 당진 최씨, 동주 최씨, 무주 최씨, 밀양 최씨, 보령 최씨, 부안 최씨, 삭녕 최씨, 상원 최씨, 상주 최씨, 서화 최씨, 성주 최씨, 수성 최씨, 수원 최씨, 순창 최씨, 순천 최씨, 아산 최씨, 안동 최씨, 양산 최씨, 양주 최씨, 양천 최씨, 연안 최씨, 연풍 최씨, 영암 최씨, 영천 최씨, 영흥 최씨, 완산 최씨, 용강 최씨, 용궁 최씨, 용주 최씨, 우봉 최씨, 원주 최씨, 월성 최씨, 전주 최씨, 정주 최씨, 죽산 최씨, 직산 최씨, 진산 최씨, 진주 최씨, 창녕 최씨, 창원 최씨, 철원 최씨, 청송 최씨, 청주 최씨, 청하 최씨, 초계 최씨, 충주 최씨, 탐진 최씨, 태인 최씨, 통천 최씨, 평창 최씨, 풍천 최씨, 하동 최씨, 하양 최씨, 하음 최씨, 한남 최씨, 해남 최씨, 해주 최씨, 화성 최씨, 화순 최씨, 황주 최씨, 흥해 최씨
추 (秋)전주 추씨, 추계 추씨
추 (鄒)? 추씨
춘 (椿)남양 춘씨

### ㅋ
쾌 (快)전주 쾌씨

### ㅌ
탁 (卓)광산 탁씨( 광주 탁씨)
탄 (彈)진주 탄씨, 해주 탄씨
태 (太)남원 태씨, 명천 태씨, 밀양 태씨, 발해 태씨, 상주 태씨, 영순 태씨, 영천 태씨, 예천 태씨, 전주 태씨, 통천 태씨, 한양 태씨, 합천 태씨, 현풍 태씨, 협계 태씨

### ㅍ
파 (波)파주 파씨
판 (判)해주 판씨
팽 (彭)용강 팽씨, 절강 팽씨
편 (片)경주 편씨, 금강 편씨, 김천 편씨, 나주 편씨, 남양 편씨, 대전 편씨, 만경 편씨, 밀양 편씨, 보은 편씨, 석강 편씨, 수원 편씨, 순천 편씨, 신광 편씨, 안성 편씨, 양주 편씨, 언양 편씨, 영해 편씨, 의령 편씨, 이천 편씨, 인천 편씨, 장성 편씨, 전주 편씨, 절강 편씨, 정선 편씨, 창원 편씨, 통진 편씨, 평해 편씨, 해주 편씨, 홍주 편씨
편 (扁)희천 편씨
평 (平)충주 평씨
포 (包)수원 포씨,  순천 포씨, 풍덕 포씨
표 (表)신창 표씨
풍 (馮)임구 풍씨
피 (皮)개성 피씨, 경주 피씨, 공주 피씨, 광주 피씨, 괴산 피씨, 단양 피씨, 당진 피씨, 안산 피씨, 재령 피씨, 전주 피씨, 충주 피씨, 파주 피씨, 풍기 피씨, 해주 피씨, 홍천 피씨
필 (弼)대흥 필씨

### ㅎ
하 (河)강릉 하씨, 강화 하씨, 경주 하씨, 남평 하씨, 단계 하씨, 대전 하씨, 밀양 하씨, 안음 하씨, 영도 하씨, 은진 하씨, 전주 하씨, 진양 하씨, 진주 하씨, 창녕 하씨, 청주 하씨, 하동 하씨, 함안 하씨
하 (夏)달성 하씨
하 (賀)공주 하씨, 청주 하씨
학 (郝)산동 학씨, 충주 학씨
한 (韓)가주 한씨, 강릉 한씨, 강화 한씨, 개성 한씨, 경주 한씨, 곡산 한씨, 광주 한씨, 교하 한씨, 금괴 한씨, 금산 한씨, 김해 한씨, 나주 한씨, 단주 한씨, 당진 한씨, 동래 한씨, 대흥 한씨, 면천 한씨, 밀양 한씨, 보안 한씨, 부안 한씨, 삼화 한씨, 상당 한씨, 서원 한씨, 성주 한씨, 신청 한씨, 안동 한씨, 안변 한씨, 양주 한씨, 여주 한씨, 연안 한씨, 원주 한씨, 장단 한씨, 전주 한씨, 정주 한씨, 제주 한씨, 진주 한씨, 창원 한씨, 청주 한씨, 청풍 한씨, 충주 한씨, 파주 한씨, 평산 한씨, 한산 한씨, 한양 한씨, 함흥 한씨, 해주 한씨, 홍산 한씨
한 (漢)남양 한씨, 옥천 한씨, 충주 한씨
함 (咸)강릉 함씨(양근 함씨)
해 (海)김해 해씨, 영암 해씨, 함양 해씨
해 (解)충주 해씨, 홍주 해씨
허 (許)경주 허씨, 광산 허씨, 금성 허씨, 김제 허씨, 김천 허씨, 김해 허씨, 남양 허씨, 남원 허씨, 대구 허씨, 대전 허씨, 밀양 허씨, 분성 허씨, 서산 허씨, 수원 허씨, 시산 허씨, 안동 허씨, 양구 허씨, 양구 허씨, 양주 허씨, 양천 허씨, 양평 허씨, 영천 허씨, 의성 허씨, 전주 허씨, 제주 허씨, 진주 허씨, 창녕 허씨, 청주 허씨, 태인 허씨, 하양 허씨, 한양 허씨, 함창 허씨, 해주 허씨,
헌 (獻)? 헌씨
현 (玄)연주 현씨
형 (邢)진주 형씨
호 (扈)경성 호씨, 경주 호씨, 김해 호씨, 나주 호씨, 단양 호씨, 무장 호씨, 밀양 호씨, 배천 호씨, 보안 호씨, 삼산 호씨, 석전 호씨, 수원 호씨, 신창 호씨, 신평 호씨, 영월 호씨, 예양 호씨, 운봉 호씨, 의령 호씨, 전주 호씨, 제주 호씨, 충주 호씨, 파평 호씨, 해평 호씨, 홍주 호씨, 회인 호씨,
호 (胡)가평 호씨, 길주 호씨, 수안 호씨, 숭안 호씨, 신천 호씨, 아산 호씨, 악양 호씨, 애경 호씨, 예양 호씨, 전주 호씨, 파릉 호씨, 평산 호씨,
호 (鎬)배천 호씨
홍 (洪)강릉 홍씨, 개령 홍씨, 경주 홍씨, 곡부 홍씨, 김해 홍씨, 나주 홍씨, 남양 홍씨(당홍계, 토홍계), 남원 홍씨, 남평 홍씨, 남해 홍씨, 단양 홍씨, 달성 홍씨, 단양 홍씨, 대전 홍씨, 밀양 홍씨, 부계 홍씨, 부림 홍씨, 수원 홍씨, 순흥 홍씨, 안동 홍씨, 영월 홍씨, 예산 홍씨, 의성 홍씨, 인동 홍씨, 장수 홍씨,전주 홍씨, 제주 홍씨, 진주 홍씨, 창원 홍씨, 청주 홍씨, 충주 홍씨, 파평 홍씨, 풍산 홍씨, 풍천 홍씨, 함안 홍씨, 홍산 홍씨, 홍주 홍씨, 홍천 홍씨, 회인 홍씨
화 (化)나주 화씨, 복룡 환씨, 진양 화씨
환 (桓)평양 환씨
황 (黃)강릉 황씨, 강화 황씨, 경주 황씨, 관성 황씨, 광주 황씨, 김해 황씨, 나주 황씨, 남양 황씨, 남원 황씨, 달성 황씨, 덕산 황씨, 동래 황씨, 무주 황씨, 문천 황씨, 밀양 황씨, 부안 황씨, 부평 황씨, 삼기 황씨, 상산 황씨, 상주 황씨, 성주 황씨, 수원 황씨, 순흥 황씨, 안동 황씨, 양양 황씨, 양주 황씨, 영천 황씨, 옥천 황씨, 외성 황씨, 우주 황씨, 의정부 황씨, 의주 황씨, 장성 황씨, 장수 황씨, 장한 황씨, 장흥 황씨, 전주 황씨, 제안 황씨, 제주 황씨, 제평 황씨, 창녕 황씨, 창원 황씨, 천안 황씨, 청주 황씨, 청해 황씨, 충주 황씨, 칭현 황씨, 평산 황씨, 평안 황씨, 평양 황씨, 평원 황씨, 평착 황씨, 평택 황씨, 평해 황씨, 평화 황씨, 포천 황씨, 풍덕 황씨, 풍산 황씨, 하동 황씨, 한양 황씨, 함청 황씨, 항주 황씨, 해산 황씨, 해주 황씨, 황주 황씨, 황해 황씨, 회덕 황씨, 회산 황씨,
황목 (荒木)동문 황목씨
황보 (皇甫)영천 황보씨, 황주 황보씨
후 (后)당인 후씨
후 (侯)충주 후씨, 수원 후씨
훈 (訓)? 훈씨
흥 (興)? 흥씨

## 본관에 따른 성씨 표기
- 쓸 수 있는 한자가 한 개인 경우: 고, 곽, ^궉, ^권(안동, 예천), ^김, ^나(라), ^남, ^대, ^낭(랑, 양주, 진주), ^동방(청주, 진주), ^류,[1] ^매(충주, 해주), 문, ^미(재령, 방산, 유성)박, 배, 백, ^삼(부여-삼가),손, 서, 섭, 성(창녕, 강릉), ^송, ^심, ^아, 안, 애(한양, 전주, 영풍), ^야, 어(함종, 충주, 경흥), ^엽(충주, 경주), ^염(렴-파주, 용담), ^오, ^왕, 윤, ^음(죽산, 괴산), ^인(교동, 연안), ^자(요양, 해주, 중원), 점(괴산, 나주, 압해, 영광, 창원, 한산), ^제(칠원, 의성, 보성, 고성), ^창, 최, ^탄(해주, 진주), ^태(협계, 영순, 남원, 밀양, 통천), ^팽(용강, 절강), ^피(홍천, 단양, 괴산), 한[2], 허, ^홍, ^화(진양, 나주),^ 황 ,^황보(영천, 황주)

- 본관이 하나인 경우(괄호칸이 없는 경우에는 본관이 불분명한 성씨이다.):가(소주), 간(가평), 강전(일본계), 감(회산), 갈(남양), ^개(여주), ^계(수안), ^관, ^교(진주), 군(남원), 궁(토산), 근(청주), 금(봉화), 기(행주), 길(해평), ^난(란, 충주), 남궁(함열), 뇌(뢰-교동), 누(용궁), ^다, ^담(등주), ^당(밀양), ^독, 독고(남원),

^동(광천),등정(산성-일본계),만,망절(일본계),^맹(신창),^목(사천),^묘(성산),명(서촉-연안),무,무본(일본계),묵(광녕-중국계),
^민(여흥),번,^복(면천),부(제주),^비(농서-용서),^빙(경주),사공(효령),^산,^상(목천),서문(안음),선(보성),선우(태원),^소봉(공주-일본계),
어금(청도),엄(영월),^예(의흥),^요(수원),^용(홍천),^완(중국,베트남계),^육(륙-옥천),^옥(의령),^온(금구),^은(행주,태인.고부),장곡(일본계),저 ^십-즙(일본계-성진),,^제갈(남양),좌-준(청주),
^차(연안),^총(중국계),^쾌(전주),춘(남양),^탁(광산),^탕(중국,베트남계),^판(해주),평(충주),^포(풍덕),^표(신창),^풍(임구),^학(산동),함(강릉-양근),^환(평양),^황목(일본계),현(연주),형(진주)
- 복수표기:강,견,곡,공,경(청주,태인),구,국,^내(개성,나주),^노(로),^도(성주,고성),^돈(목천,청주),두(두릉-만경,고산),^단,^등(중국계),^마,^모(함평,광주),^방,^반(거제,남평,광주-창원,진주),

범(금성,안주),^보,변,^봉(하음,경주,제주),^빈(대구,수성,담양,영광),^사,석,설(순창,경주),^소,^수,순,승,^시(태인,절강),
^신,^양,^여(함양,의령,안산),연,영,^옹,우(단양,목천),운(전주,함흥-장흥-청주),^원,위(장흥,강화),유(버들류 제외),,이(리),임(림),
^잠,^장,전,정,조,종,주(나주,신안,상주,초계),^증(연일,강화-부상),^지,진,^채,^천(영양,영안),초,^추(추계,전주,추나라),^편(절강,희천),^필(대흥, 여주, 배음, 추자,대만계),
^하,^해(김해,영암,풀해),^호
(^로마자 단일표기)
심, 섭, 십씨는 두음법칙이 아닌데도 한자음 표기가 원래부터 두 개이다.

## 같이 보기
- 한국의 성씨
- 한국의 사라진 성씨

## 참고 자료
- 《조선씨족통보(朝鮮氏族通譜)》
- 《증보문헌비고(增補文獻備考)》